# Laubuca dadiburjori
Laubuca dadiburjori är en fiskart som beskrevs av Menon 1952. Laubuca dadiburjori ingår i släktet Laubuca och familjen karpfiskar. IUCN kategoriserar arten globalt som livskraftig. Inga underarter finns listade i Catalogue of Life.